# Hyperolius fuscigula
Hyperolius fuscigula és una espècie de granota de la família dels hiperòlids que viu a Angola.